# Mitchell Baker
Winifred Mitchell Baker, född 1959, är en amerikansk företagsledare. Hon är verkställande styrelseordförande för Mozilla Foundation och Mozilla Corporation. Hon är tongivande inom arbetet med öppen källkod.
Baker är utbildad jurist. Hon fick anställning som jurist på Netscape år 1994 och blev senare chef för sin avdelning. I rollen som chef låg bakom beslutet att 1998 släppa webbläsarens källkod fri. År 2003 var hon med och grundade Mozilla Foundation och utsågs till verkställande styrelseordförande för Mozilla, som vid den tiden var ett småskaligt projekt. Mellan 2005 och 2008 var hon även VD för Mozilla Corporation.
År 2005 listades hon som en av de 100 mest inflytelserika människorna i världen av Time Magazine. År 2012 valdes hon in i Internet Hall of Fame.